# 倫茨堡 (伊利諾伊州)
倫茨堡（英語：Lenzburg）是位於美國伊利諾伊州聖克萊爾縣的一個村落。

## 地理
倫茨堡的座標為38°18′20″N 89°59′39″W / 38.30556°N 89.99417°W，而該地最高點為海拔高度135米（即443英尺）。

## 人口
根據2010年美國人口普查的數據，倫茨堡的面積為0.58平方千米，當中陸地面積為0.58平方千米，而水域面積為0.00平方千米。當地共有人口481人，而人口密度為每平方千米829人。